# Mezam

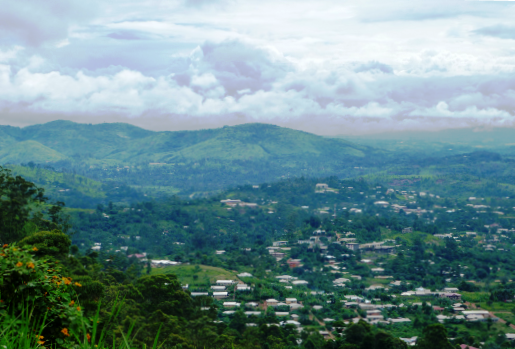
Zicht op Bafut

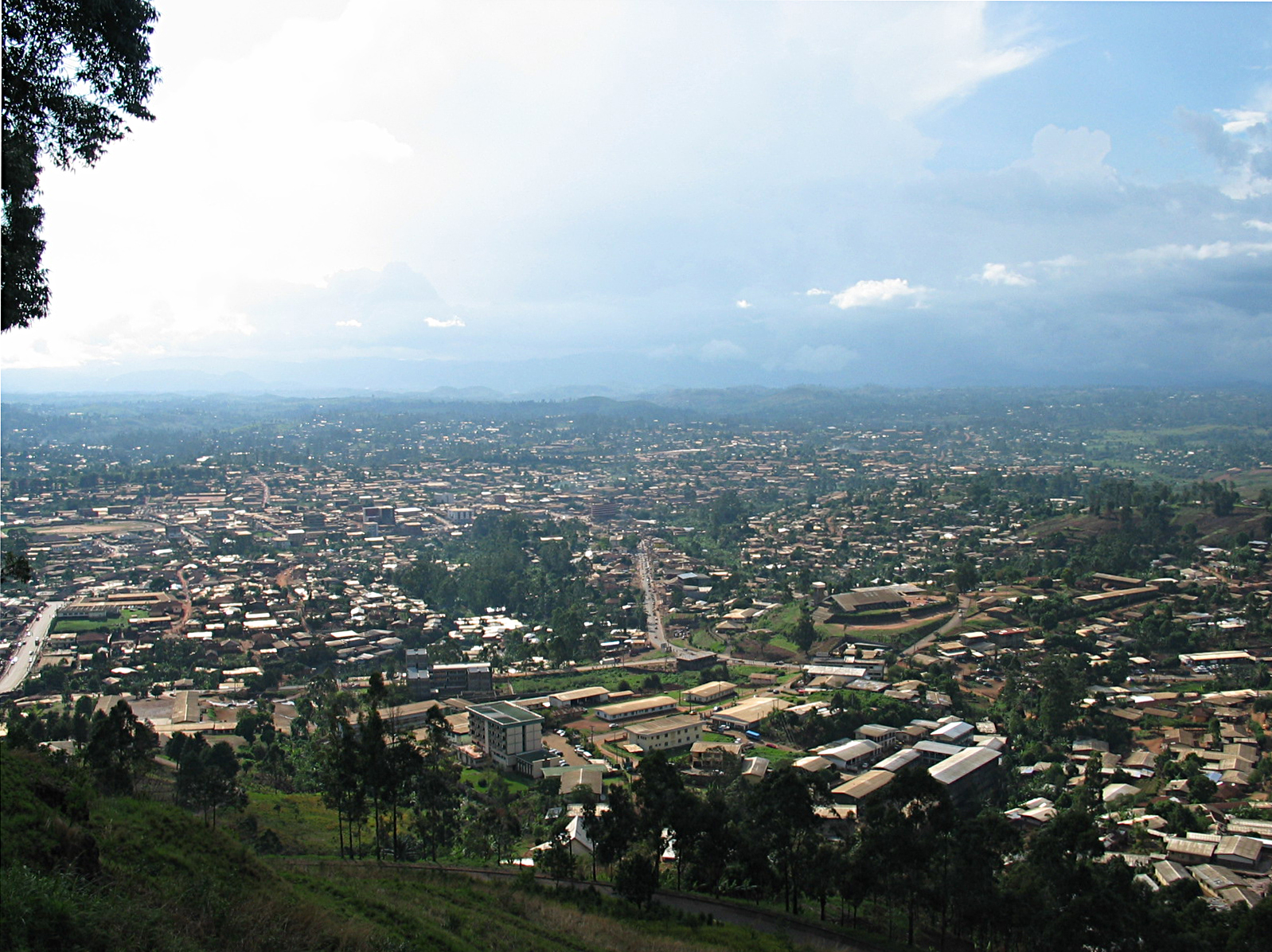
Zicht op Bamenda

Mezam is een departement in Kameroen, gelegen in de regio Nord-Ouest. De hoofdplaats van het departement is Bamenda, de stad is tevens de regiohoofdstad van de hele regio Nord-Ouest. De totale oppervlakte bedraagt 1.745 km². Met 465.644 inwoners bij de census van 2001 leidt dit tot een bevolkingsdichtheid van 267 inw/km².

## Arrondissementen en gemeenten
Mezam is onderverdeeld in zeven arrondissementen en gemeenten:
- Bafut
- Bali
- Bamenda Ier
- Bamenda IIe
- Bamenda IIIe
- Santa
- Tubah